# Coppa del Mondo di freestyle
La Coppa del Mondo di freestyle è un circuito professionistico internazionale di gare di freestyle organizzato annualmente dalla Federazione internazionale sci e snowboard, a partire dalla stagione 1979-1980, a cui prendono parte gli atleti selezionati delle varie squadre nazionali di freestyle.

## Descrizione
Le gare si svolgono abitualmente da fine ottobre a marzo nelle principali località sciistiche dell'Europa e del Nord America, e occasionalmente in Giappone e Corea del Sud. Talvolta si tengono gare anche nell'emisfero australe, nei mesi di luglio o agosto; le stazioni sciistiche interessate da queste competizioni sono situate in Argentina, Australia e Nuova Zelanda. Esistono due circuiti separati per gli uomini e per le donne.
Le discipline in cui attualmente si gareggia sono:
- i salti
- le gobbe
- le gobbe in parallelo
- lo ski cross
- l'halfpipe
- lo slopestyle
- il big air

In passato si sono tenute competizioni di:
- balletto
- combinata

Ai primi 30 classificati di ogni singola gara vengono assegnati punti come segue: 
| Posizione | 1   | 2  | 3  | 4  | 5  | 6  | 7  | 8  | 9  | 10 | 11 | 12 | 13 | 14 | 15 | 16 | 17 | 18 | 19 | 20 | 21 | 22 | 23 | 24 | 25 | 26 | 27 | 28 | 29 | 30 |
| Punti     | 100 | 80 | 60 | 50 | 45 | 40 | 36 | 32 | 29 | 26 | 24 | 22 | 20 | 18 | 16 | 15 | 14 | 13 | 12 | 11 | 10 | 9  | 8  | 7  | 6  | 5  | 4  | 3  | 2  | 1  |

La somma dei punteggi realizzati in tutte le discipline determina le classifiche generali e assegna, al completamento delle gare, la Coppa del Mondo generale. Viene inoltre stilata una classifica per ogni singola disciplina, sommando i punti conquistati in gare della medesima specialità. Anche ai vincitori delle classifiche di specialità viene assegnata una Coppa: la Coppa del Mondo di Specialità.
A volte le gare possono essere annullate o rinviate per maltempo (pioggia, neve, vento, nebbia) o per la riscontrata inadeguatezza della struttura o della pista di gara.
Il trofeo è una sfera di cristallo in pezzo unico con un piedistallo anch'esso di cristallo e rappresenta un Mondo di ghiaccio. È lo stesso trofeo consegnato ai vincitori delle altre Coppe del Mondo organizzate dalla FIS (sci di fondo, snowboard, sci alpino, ecc.).

## Coppa del Mondo generale

### Generale
| Stagione  | Uomini                | Uomini      | Donne                    | Donne       |
| Stagione  | Vincitore             | Nazionale   | Vincitrice               | Nazionale   |
| --------- | --------------------- | ----------- | ------------------------ | ----------- |
| 1979/1980 | Greg Athans           | Canada      | Stephanie Sloan          | Canada      |
| 1980/1981 | Frank Beddor          | Stati Uniti | Marie-Claude Asselin     | Canada      |
| 1981/1982 | Frank Beddor (2)      | Stati Uniti | Marie-Claude Asselin (2) | Canada      |
| 1982/1983 | Alain LaRoche         | Canada      | Conny Kissling           | Svizzera    |
| 1983/1984 | Alain LaRoche         | Canada      | Conny Kissling           | Svizzera    |
| 1984/1985 | Alain LaRoche (3)     | Canada      | Conny Kissling           | Svizzera    |
| 1985/1986 | Éric Laboureix        | Francia     | Conny Kissling           | Svizzera    |
| 1986/1987 | Éric Laboureix        | Francia     | Conny Kissling           | Svizzera    |
| 1987/1988 | Éric Laboureix        | Francia     | Conny Kissling           | Svizzera    |
| 1988/1989 | Chris Simboli         | Canada      | Conny Kissling           | Svizzera    |
| 1989/1990 | Éric Laboureix        | Francia     | Conny Kissling           | Svizzera    |
| 1990/1991 | Éric Laboureix (5)    | Francia     | Conny Kissling           | Svizzera    |
| 1991/1992 | Trace Worthington     | Stati Uniti | Conny Kissling (10)      | Svizzera    |
| 1992/1993 | Trace Worthington (2) | Stati Uniti | Katherina Kubenk         | Canada      |
| 1993/1994 | Sergej Šuplecov       | Russia      | Kristean Porter          | Stati Uniti |
| 1994/1995 | Jonny Moseley         | Stati Uniti | Kristean Porter (2)      | Stati Uniti |
| 1995/1996 | Jonny Moseley (2)     | Stati Uniti | Katherina Kubenk (2)     | Canada      |
| 1996/1997 | Darcy Downs           | Canada      | Elena Batalova           | Russia      |
| 1997/1998 | Fabrice Becker        | Francia     | Nikki Stone              | Stati Uniti |
| 1998/1999 | Nicolas Fontaine      | Canada      | Jacqui Cooper            | Australia   |
| 1999/2000 | Janne Lahtela         | Finlandia   | Jacqui Cooper            | Australia   |
| 2000/2001 | Mikko Ronkainen       | Finlandia   | Jacqui Cooper (3)        | Australia   |
| 2001/2002 | Eric Bergoust         | Francia     | Kari Traa                | Norvegia    |
| 2002/2003 | Dmitri Archipow       | Russia      | Kari Traa                | Norvegia    |
| 2003/2004 | Steve Omischl         | Canada      | Kari Traa (3)            | Norvegia    |
| 2004/2005 | Jeremy Bloom          | Stati Uniti | Li Nina                  | Cina        |
| 2005/2006 | Tomáš Kraus           | Rep. Ceca   | Ophélie David            | Francia     |
| 2006/2007 | Dale Begg-Smith       | Australia   | Jennifer Heil            | Canada      |
| 2007/2008 | Steve Omischl (2)     | Canada      | Ophélie David            | Francia     |
| 2008/2009 | Alexandre Bilodeau    | Canada      | Ophélie David (3)        | Francia     |
| 2009/2010 | Anton Kušnir          | Bielorussia | Li Nina (2)              | Cina        |
| 2010/2011 | Guilbaut Colas        | Francia     | Hannah Kearney           | Stati Uniti |
| 2011/2012 | Mikaël Kingsbury      | Canada      | Hannah Kearney           | Stati Uniti |
| 2012/2013 | Mikaël Kingsbury      | Canada      | Xu Mengtao               | Cina        |
| 2013/2014 | Mikaël Kingsbury      | Canada      | Hannah Kearney           | Stati Uniti |
| 2014/2015 | Mikaël Kingsbury      | Canada      | Hannah Kearney (4)       | Stati Uniti |
| 2015/2016 | Mikaël Kingsbury      | Canada      | Devin Logan              | Stati Uniti |
| 2016/2017 | Mikaël Kingsbury      | Canada      | Britteny Cox             | Australia   |
| 2017/2018 | Mikaël Kingsbury      | Canada      | Sandra Näslund           | Svezia      |
| 2018/2019 | Mikaël Kingsbury      | Canada      | Perrine Laffont          | Francia     |
| 2019/2020 | Mikaël Kingsbury (9)  | Canada      | Perrine Laffont (2)      | Francia     |

### Generale di freestyle
Data dalla somma dei punteggi ottenuti tra halfpipe, slopestyle e big air.
| Stagione  | Uomini          | Uomini      | Donne            | Donne     |
| Stagione  | Vincitore       | Nazionale   | Vincitrice       | Nazionale |
| --------- | --------------- | ----------- | ---------------- | --------- |
| 2020/2021 | Colby Stevenson | Stati Uniti | Tess Ledeux      | Francia   |
| 2021/2022 | Birk Ruud       | Norvegia    | Gu Ailing        | Cina      |
| 2022/2023 | Birk Ruud (2)   | Norvegia    | Johanne Killi    | Norvegia  |
| 2023/2024 | Alex Ferreira   | Stati Uniti | Mathilde Gremaud | Svizzera  |
| 2024/2025 | Matěj Švancer   | Austria     | Flora Tabanelli  | Italia    |

## Coppe di specialità
Oltre alle due Coppe del Mondo generali, la FIS assegna una Coppa del Mondo anche ai vincitori delle classifiche delle singole specialità del freestyle. Il trofeo è sempre una sfera di cristallo, ma di dimensioni ridotte rispetto a quello consegnato ai vincitori delle Coppe del Mondo assolute; per questo motivo le Coppe del Mondo di specialità vengono spesso chiamate colloquialmente Coppette.
Le Coppe di specialità attualmente assegnate dalla FIS sono sette:
- Coppa del Mondo di salti
- Coppa del Mondo di gobbe
- Coppa del Mondo di gobbe in parallelo
- Coppa del Mondo di ski cross
- Coppa del Mondo di halfpipe
- Coppa del Mondo di slopestyle
- Coppa del Mondo di big air

In passato sono state assegnate anche:
- Coppa del Mondo di balletto
- Coppa del Mondo di combinata

## Atleti più vittoriosi
Di seguito sono riportati i primi cinque atleti per numero di vittorie individuali nelle diverse discipline della Coppa del Mondo. In evidenza gli atleti ancora in attività.
Aggiornato al 30 marzo 2025.

### Uomini

#### Ski cross
| Pos. | Atleta                | Vittorie |
| ---- | --------------------- | -------- |
| 1    | Jean-Frédéric Chapuis | 18       |
| 1    | Reece Howden          | 18       |
| 3    | Tomáš Kraus           | 15       |
| 4    | Alex Fiva             | 14       |
| 5    | David Mobärg          | 11       |

#### Salti
| Pos. | Atleta           | Vittorie |
| ---- | ---------------- | -------- |
| 1    | Lloyd Langlois   | 21       |
| 2    | Steve Omischl    | 20       |
| 3    | Qi Guangpu       | 18       |
| 3    | Philippe LaRoche | 18       |
| 5    | Eric Bergoust    | 15       |

#### Gobbe
| Pos. | Atleta            | Vittorie |
| ---- | ----------------- | -------- |
| 1    | Mikaël Kingsbury  | 62       |
| 2    | Edgar Grospiron   | 28       |
| 3    | Jean-Luc Brassard | 18       |
| 3    | Janne Lahtela     | 18       |
| 5    | Dale Begg-Smith   | 16       |
| 5    | Ikuma Horishima   | 16       |

#### Gobbe in parallelo
| Pos. | Atleta             | Vittorie |
| ---- | ------------------ | -------- |
| 1    | Mikaël Kingsbury   | 37       |
| 2    | Alexandre Bilodeau | 8        |
| 3    | Ikuma Horishima    | 6        |
| 4    | Stéphane Rochon    | 5        |
| 4    | Thony Hemery       | 5        |

#### Balletto[1]
| Pos. | Atleta            | Vittorie |
| ---- | ----------------- | -------- |
| 1    | Rune Kristiansen  | 38       |
| 2    | Fabrice Becker    | 21       |
| 3    | Lane Spina        | 14       |
| 4    | Bob Howard        | 13       |
| 4    | Heini Baumgartner | 13       |

#### Halfpipe
| Pos. | Atleta              | Vittorie |
| ---- | ------------------- | -------- |
| 1    | Alex Ferreira       | 11       |
| 2    | David Wise          | 7        |
| 3    | Kevin Rolland       | 6        |
| 3    | Aaron Blunck        | 6        |
| 5    | Torin Yater-Wallace | 5        |

#### Slopestyle
| Pos. | Atleta          | Vittorie |
| ---- | --------------- | -------- |
| 1    | Andri Ragettli  | 11       |
| 2    | Birk Ruud       | 9        |
| 3    | Alexander Hall  | 6        |
| 4    | James Woods     | 4        |
| 4    | Colby Stevenson | 4        |

#### Big air
| Pos. | Atleta             | Vittorie |
| ---- | ------------------ | -------- |
| 1    | Birk Ruud          | 6        |
| 2    | Alexander Hall     | 4        |
| 2    | Matěj Švancer      | 4        |
| 4    | Christian Nummedal | 3        |
| 5    | Henrik Harlaut     | 2        |
| 5    | Kai Mahler         | 2        |
| 5    | Luca Harrington    | 2        |

### Donne

#### Ski cross
| Pos. | Atleta            | Vittorie |
| ---- | ----------------- | -------- |
| 1    | Sandra Näslund    | 39       |
| 2    | Marielle Thompson | 36       |
| 2    | Fanny Smith       | 36       |
| 4    | Ophélie David     | 26       |
| 5    | Anna Holmlund     | 19       |

#### Salti
| Pos. | Atleta               | Vittorie |
| ---- | -------------------- | -------- |
| 1    | Xu Mengtao           | 29       |
| 2    | Jacqui Cooper        | 25       |
| 3    | Li Nina              | 18       |
| 4    | Marie-Claude Asselin | 17       |
| 4    | Kirstie Marshall     | 17       |

#### Gobbe
| Pos. | Atleta           | Vittorie |
| ---- | ---------------- | -------- |
| 1    | Donna Weinbrecht | 45       |
| 2    | Hannah Kearney   | 30       |
| 3    | Kari Traa        | 29       |
| 4    | Jennifer Heil    | 24       |
| 5    | Hilary Engish    | 22       |
| 5    | Perrine Laffont  | 22       |

#### Gobbe in parallelo
| Pos. | Atleta          | Vittorie |
| ---- | --------------- | -------- |
| 1    | Hannah Kearney  | 16       |
| 2    | Perrine Laffont | 11       |
| 3    | Jaelin Kauf     | 10       |
| 4    | Jakara Anthony  | 9        |
| 5    | Kari Traa       | 7        |

#### Balletto[1]
| Pos. | Atleta          | Vittorie |
| ---- | --------------- | -------- |
| 1    | Jan Bucher      | 57       |
| 2    | Conny Kissling  | 34       |
| 3    | Elena Batalova  | 25       |
| 4    | Ellen Breen     | 23       |
| 5    | Christine Rossi | 21       |

#### Halfpipe
| Pos. | Atleta         | Vittorie |
| ---- | -------------- | -------- |
| 1    | Eileen Gu      | 14       |
| 2    | Cassie Sharpe  | 8        |
| 3    | Marie Martinod | 7        |
| 4    | Sarah Burke    | 5        |
| 4    | Maddie Bowman  | 5        |

#### Slopestyle
| Pos. | Atleta                     | Vittorie |
| ---- | -------------------------- | -------- |
| 1    | Tess Ledeux                | 13       |
| 2    | Tiril Sjåstad Christiansen | 6        |
| 3    | Mathilde Gremaud           | 5        |
| 3    | Kelly Sildaru              | 5        |
| 3    | Johanne Killi              | 5        |

#### Big air
| Pos. | Atleta           | Vittorie |
| ---- | ---------------- | -------- |
| 1    | Mathilde Gremaud | 9        |
| 2    | Tess Ledeux      | 4        |
| 3    | Emma Dahlström   | 3        |
| 4    | Lisa Zimmermann  | 2        |
| 4    | Giulia Tanno     | 2        |
| 4    | Megan Oldham     | 2        |
| 4    | Flora Tabanelli  | 2        |